# Prova de sensibilidade cutânea

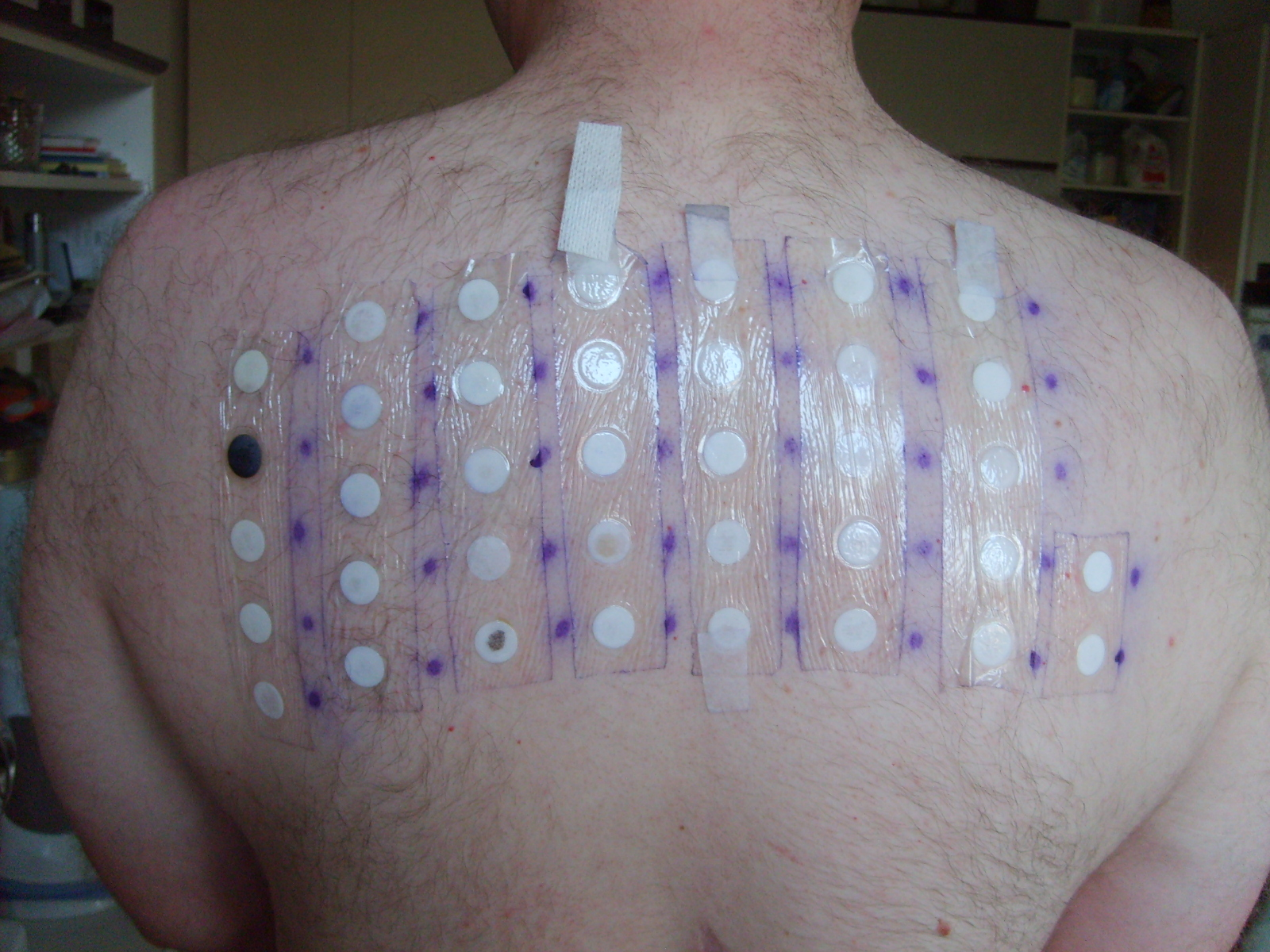
Teste cutâneo de contacto nas costas de um paciente

Uma prova de sensibilidade cutânea ou teste de sensibilidade cutânea é um exame médico usado para o diagnóstico de alergias. Durante o exame, a pele é exposta a alergénios suspeitos e depois observada para sinais de reação alérgica. As provas de sensibilidade cutânea são amplamente usadas no diagnóstico de várias doenças alérgicas, entre as quais rinite alérgica, asma, dermatite, alergias alimentares, alergia à penicilina e alergia ao veneno das abelhas.
As provas de sensibilidade cutânea podem ser por picada (prick), intradérmicas ou por contacto (patch). Nos testes por picada é feita uma pequena picada na pele, geralmente no braço, onde é inserido um alergénio e se observa a reação. Em caso de alergia, forma-se uma protuberância avermelhada na pele. Os testes intradérmicos são geralmente usados no diagnóstico de alergias a medicamentos, sendo injetada dentro da pele uma pequena quantidade de medicamento, geralmente no antebraço. Os testes por contacto consistem na exposição da pele das costas a vários alergénios suspeitos. Geralmente o alergénio fica em contacto com a pele 2 a 3 dias.

## História
O primeiro teste cutâneo concebido como uma ferramenta no diagnóstico alergológico foi relatado em 1873 por Charles Blackley que escarificou (“de maneira similar a da vacinação”) uma área de uma polegada em seu próprio antebraço para correlacionar seus sintoma nasais com o pólen do Lolium italicum. Ele colocou o pólen sobre um pedaço de algodão úmido, cobriu-o com “gutta perch” e a fixou com fita adesiva sobre a área escarificada. Usou um controle negativo sem pólen no braço contralateral. Apesar do aparecimento de dermografismo nos dois lados, ele relata o aparecimento de um “tumor” no tecido subcutâneo ao redor da área com pólen. Desde então, os testes cutâneos evoluíram muito, tornando o seu método original injustificável. Em 1906 Clemens von Pirquet cunhou o termo “alergia” e em 1907, para substituir as chaves de fenda utilizadas nos testes de escarificação, criou um dispositivo rotator para o teste cutâneo de tuberculose. Em 1912 Oscar Schloss utilizou  o dispositivo de Von Pirquet para realizar testes de escarificação e publicou um trabalho notável relatando o diagnóstico e tratamento de um paciente com alergia grave a alimentos comuns.  Deste então, a possibilidade de reproduzir na pele uma reação de hipersensibilidade (que pudesse acusar e responsabilizar determinadas substâncias como agentes desencadeantes de sintomas de natureza imunológica) tem revolucionado a Medicina Ocidental, a ponto de gerar uma nova especialidade: a Alergologia, que tem nos testes cutâneos um de seus principais apoios propedêuticos. Em um século, muitas técnicas e dispositivos diferentes foram utilizados e descritos, assim como diversas padronizações de antígenos e soluções foram propostas. Apesar dos inúmeros avanços, não existe ainda uma técnica de teste cutâneo que seja indiscutivelmente o “padrão ouro” para diagnóstico das doenças alérgicas, e a história clínica realizada pelo alergologista experiente, continua sendo o principal elemento diagnóstico e o elo crítico entre os testes (cutâneos ou sanguíneos) e a doença alérgica.

Existem várias técnicas descritas para execução dos testes cutâneo-alérgicos de leitura imediata. O teste de escarificação como foi descrita originalmente, por ser muito traumática, raramente é utilizada. O teste pode ser realizado por injeção intradérmica, mas além de ser uma técnica dolorosa, apresenta o risco de reações anafilática. O teste de puntura consiste em perfurar a pele com uma agulha ou um dispositivo perfurante descartável (um para cada alérgeno) através de uma gota da solução de antígeno sobre a pele. Traz um discreto desconforto e pode ser dolorido em crianças. O teste cutâneo-alérgico de raspagem (skin scrape test) foi introduzido recentemente e é uma técnica indolor e mais econômica que o teste de punctura, com a mesma acurácia diagnóstica.